# Zelfgenezend vermogen
Zelfgenezend vermogen, ook zelfhelend vermogen en zelfherstellend vermogen is een begrip dat veelal gebruikt wordt in de alternatieve geneeswijze, ook wel genoemd vis medicatrix naturae in de homeopathie, kan als metafoor gezien worden als een innerlijke kracht die probeert lichaam en geest zo gezond mogelijk te houden.

## Geschiedenis
Hippocrates van Kos (460–377 v.Chr.) noemde het zelfgenezend vermogen ‘Physis’. Claudius Galenus (130–200 n. Chr.) was ervan overtuigd dat het de taak was van de arts om het zelfgenezend vermogen te ondersteunen en bevorderen. Dit lijkt op de visie van Paracelsus (1493–1541), die het als zijn taak zag om de vitale lichaamskracht te ondersteunen. Sinds de Renaissance is het denken over het concept van het zelfgenezend vermogen, samen met de invoering van het mechanische mensbeeld, grotendeels in de vergetelheid geraakt. 
In de moderne geneeskunde onderzoekt de psychosomatiek - psychoneuro-immunologie (PNI) en -endocrinologie (PNE) - waarom de ene persoon wel en de ander niet geneest bij allerlei lichamelijke en geestelijke bedreigingen. De term zelfgenezend vermogen wordt hierbij niet gebruikt, maar bijvoorbeeld wel in de hedendaagse hypnotherapie, psychotherapie en het placebo-onderzoek (nocebo-effect en Repelsteeltje-effect).
Het zelfgenezend vermogen kan ongunstig beïnvloed worden door allerlei vormen van lichamelijke en emotionele stress en dreigend gevaar zoals slechte voeding, bacteriële en virale infecties, maar ook bijvoorbeeld psychotrauma, meerdere ziekten tegelijk of zware ziekte. Alternatief therapeuten erkennen ook de invloed van aardstralen. Het zelfgenezend vermogen lijkt afhankelijk te zijn van probleemherkenning en het hebben van en adequate responsmogelijkheid. Het lichaam herkent een kanker bijvoorbeeld niet als lichaamsvreemd. Het zelfgenezend vermogen is iets wat zich volgens aanhangers van de alternatieve geneeswijze voornamelijk afspeelt in het onbewuste.
Hoewel de oorzaken van het tekort aan zelfgenezend vermogen niet goed zijn onderzocht en niet goed worden begrepen, zijn er wanneer het zelfgenezend vermogen tekort lijkt te schieten, verschillende therapievormen die het zelfgenezend vermogen op diverse manieren proberen te ondersteunen. Volgens Dr. S Horsten en Dr. K Riepma doen alle therapieën (regulier en complementair) over het algemeen niets anders dan het zelfherstellend vermogen van het lichaam stimuleren of ondersteunen.
- de psychotherapie (cognitieve therapie) gaat ervan uit dat als de patiënt zich zijn problemen bewust wordt, ze vanzelf zullen oplossen.
- de hypnotherapie veronderstelt direct met het onbewuste te communiceren en via deze communicatie wordt de patiënt een nieuwe aanpak of strategie aangeleerd om adequaat te reageren op een probleem.
- de psychosociale Simontontherapie streeft ernaar het immuunsysteem via het onbewuste de patiënt de kankercel te laten herkennen.

Het zelfherstellend vermogen van een mens is uiteraard ook het herstellen van bijvoorbeeld een verkoudheid, stress, een wondje en dergelijke en staat op zich los van alternatieve geneeswijzen.